# Мерзебургский университет
Мерзебургский университет (нем. Hochschule Merseburg; сокр. HoMe) — университет прикладных наук в Мерзебурге, основанный 1 апреля 1992 года.

## История
Мерзебургский университет прикладных наук был основан в 1992 году в Мерзебурге. Университет существует в Мерзебурге с октября 1954 года, когда на территории нынешнего кампуса был Технический университет Лойна-Мерзебург. Он был упразднён в 1993 году и по большей части присоединился к Университету Мартина Лютера в Галле-Виттенберге.
С 2004 года называется Мерзебургский университет прикладных наук (FH). Позже приставка «FH» была исключена из названия. В университете был сделан капитальный ремонт в период с 2006 по 2010 годы.
Сегодня он имеет успешное влияние в регионе и удерживает свои позиции в конкурентной борьбе среди немецких университетов. В 2017 году Мерзебургский университет отметил свое 25-летие.

## Курсы
Начиная с зимнего семестра 2005—2006 годов предлагаются только курсы бакалавриата и магистратуры. Дипломные курсы в настоящее время прекращаются.

### Факультеты бакалавриата
- Прикладная химия
- Прикладная информатика
- Бизнес-администрирование
- Химические и экологические технологии
- Электротехника и техника автоматизации
- Зелёная инженерия
- Инженерное образование
- Культура и медиаобразование
- Машиностроение, мехатроника и инженерная физика
- Социальная работа
- Технический информационный дизайн
- Бизнес-информатика
- Управление проектированием

### Факультеты магистратуры
- Прикладное медиаведение и культурология
- Прикладная сексология
- Технология автоматизации и информатика
- Химическая технология и охрана окружающей среды
- Контроллинг и менеджмент
- Информационный дизайн и медиаменеджмент
- Машиностроение, мехатроника и инженерная физика
- Полимерное материаловедение
- Управление проектами
- Бизнес-информатика
- Управление проектированием